# 川崎展宏
川崎 展宏（かわさき てんこう、本名ではのぶひろ、1927年1月16日 - 2009年11月29日）は、日本の俳人・国文学者。広島県出身。

## 生涯
呉市生まれ。父は海軍士官。1953年、東京大学文学部国文学科卒業。1958年、同大学院満期退学。米沢女子大学、共立女子大学を経て、明治大学法学部教授。
東京府立第八中学校（現・東京都立小山台高等学校）で加藤楸邨に教わり、のちに俳句を楸邨に師事、「寒雷」に参加する。1970年、森澄雄の「杉」創刊に参加、編集を務める。1980年、超結社の同人誌「貂」を創刊、2003年まで代表を務め、2004年より名誉代表となる。1991年、句集『夏』で読売文学賞受賞。1998年、句集『秋』で詩歌文学館賞、評論『俳句初心』で俳人協会評論賞受賞。1990年から1993年まで「日経俳壇」選者、1994年から2006年まで「朝日俳壇」選者を務めた。
楸邨に学びながらも、第一句集『葛の葉』跋において「俳句は遊びだと思っている。余技という意味ではない」「遊びだから息苦しい作品はいけない」と書いて人間探求派的な作風からの離別を宣言。高浜虚子の花鳥諷詠俳句に対する再評価を通じて自身の作風を確立していった。代表句に「天の川水車は水をあげてこぼす」「「大和」よりヨモツヒラサカスミレサク」などがあり、古典文学からの本歌取りを得意とした。

## 著書
句集
- 葛の葉 杉発行所 1973.1
- 義仲 牧羊社 1978.12（現代俳句選集 ; 4）
- 観音 牧羊社 1982.11（現代俳句選集）
- 夏 角川書店 1990.9（現代俳句叢書）
- 川崎展宏 花神社 1994.8（花神コレクション）
- 秋 角川書店 1997.8
- 川崎展宏句集 ふらんす堂 2000.6
- 冬 ふらんす堂 2003.5
- 春 川崎展宏全句集 ふらんす堂 2012.10

随筆・評論・研究書など
- 高浜虚子 明治書院 1966（近代作家叢書）
- 虚子から虚子へ 有斐閣 1983.1
- 四季の詞 角川選書 1988
- 俳句の世界 大岡信共著 富士見書房 1988.7
- 続四季の詞 角川選書 1991.4
- 俳句初心 角川書店 1997.12